# Агрызкин, Александр Фёдорович
Александр Фёдорович Агрызкин (2 ноября 1927 — 23 мая 2020) — советский и белорусский тренер по лёгкой атлетике. В 1970-х — 1990-х годах занимался подготовкой бегунов в Республиканской школе высшего спортивного мастерства в Минске. Личный тренер ряда титулованных легкоатлетов, среди которых Виктор Байков, Александр Федоткин, Владимир Дудин, Азат Ракипов и др. Мастер спорта СССР (1956). Заслуженный тренер СССР (1991).

## Биография
Родился 2 ноября 1927 года. Раннее детство провёл на Донбассе, где его отец добывал уголь.
Во время Великой Отечественной войны с семьёй эвакуировался в Тамбовскую область, работал в местном колхозе «Красный маяк», а в 1944 году был призван в армию: учился в школе связистов, затем поступил в учебный отряд Северного флота. На флоте начал серьёзно заниматься спортом, практиковал бокс, плавание, водное поло, позднее участвовал в соревнованиях по марафонскому бегу и лыжным гонкам — в обеих дисциплинах выполнил норматив мастера спорта. Представляя добровольное спортивное общество «Медик», в 1953 году принимал участие в 30-километровом пробеге на приз газеты «Труд» — финишировал шестым.
Некоторое время проживал на родине жены в Рязани, где в 1950-х годах впервые попробовал тренировать начинающих спортсменов. Представлял общество «Спартак».
В 1970-х годах переехал на постоянное жительство в Минск, работал в Республиканской школе высшего спортивного мастерства по лёгкой атлетике.
За долгие годы тренерской работы подготовил множество титулованных бегунов, в том числе 32 мастера спорта и 13 мастеров спорта международного класса. Внёс большой вклад в развитие лёгкой атлетики Советского Союза и Белоруссии. Среди наиболее известных его воспитанников:
- Виктор Байков — бронзовый призёр чемпионата Европы, четырёхкратный чемпион СССР.
- Александр Федоткин — серебряный призёр чемпионата Европы, чемпион СССР.
- Владимир Дудин — бронзовый призёр чемпионата Европы, чемпион СССР.
- Михаил Горелов — двукратный чемпион СССР в марафоне.
- Владимир Меркушин — многократный чемпион СССР в беге на средние и длинные дистанции.
- Михаил Улымов — рекордсмен СССР в беге на 1500 и 5000 метров.
- Азат Ракипов — рекордсмен Белоруссии в беге на 1500 метров.

За выдающиеся достижения на тренерском поприще удостоен почётных званий «Заслуженный тренер РСФСР» (1962), «Заслуженный тренер Белорусской ССР», «Заслуженный тренер СССР» (1991). Отличник физической культуры и спорта.
Умер 23 мая 2020 года в возрасте 92 лет.